# André Frankin
Ne doit pas être confondu avec André Franquin.
André Frankin (dit aussi « Robert Rivier », « Léonard Rankine »), est un militant gauchiste et un ancien membre belge de l'Internationale lettriste puis de l'Internationale situationniste, né le 16 juin 1925 à Liège où il est mort le 28 mars 1990.

## Biographie
Selon Jean-Marie Apostolidès, « André Frankin est mal connu et il est difficile de mesurer le poids de son apport aux mouvements lettriste et situationniste ».
Victime dans son enfance d'un accident vasculaire, André Frankin, issu d'un milieu modeste, se tient durant toute sa vie plus ou moins à l'écart de la vie ordinaire, il ne s'est ni marié, ni n'a eu d'enfant : ce handicap ne l'empêche pas de mener des études brillantes à Liège, où il fréquente les milieux universitaires. Au début des années 1950, il collabore à  La Penne, un journal gauchiste coordonné par Jacques Dubois, ainsi qu'à la revue Université sous le pseudonyme de « Robert Rivier ». Il est également proche du « Cercle des génies », collectif de jeunes intellectuels où l'on croise Henry Certigny et Léopold Plomteux.
De juin 1954 à mars 1961, il est proche d'abord de l'Internationale lettriste puis membre « hors-section » de l'Internationale situationniste. Il signe des articles dans Potlatch sous le pseudonyme de « Léonard Rankine » et dans les numéros 3, 4, et 5 de la revue Internationale situationniste. Il est également proche des surréalistes révolutionnaires belges, tels Marcel Mariën et Paul Nougé, mais aussi d'André Blavier.
Il contacte Guy Debord en juin 1954 pour organiser une exposition de « métagraphies » à Verviers, dans une galerie dirigée par Georges-Marie Dutilleul, cofondateur entre autres de la revue Temps mêlés, mais le projet n'aboutit pas. Frankin a par ailleurs écrit des pièces de théâtre, dont trois ont été diffusées sur Radio Liège, dont Personne et les autres en 1960, vivement appréciée par Guy Debord et longtemps connue par sa seule préface parue dans le numéro 5 d'Internationale situationniste ; retrouvée par Raoul Vaneigem dans ses archives, elle est publiée en mars 2023, par les éditions La Nerthe. Au lendemain de « la grève du siècle », en Belgique, Frankin rejoint, dès sa création, le Mouvement populaire wallon (MPW) fondé par André Renard et diverge de plus en plus de l'I.S. : la rupture est consommée en septembre 1961.
Frankin était un marxiste critique. Il écrit entre autres pour La Wallonie, Combat et l'hebdomadaire La Gauche, organe de combat socialiste, de 1962 à 1965. Il est aussi l'auteur d'un article sur Wilhelm Reich dans le no 18 de la revue Arguments en avril-juin 1960.
Lors du congrès extraordinaire du MPW en 1964, Frankin distribue un contre-rapport politique prônant l’action directe dans le sillage du succès du pétitionnement de l'année précédente qui avait recueilli 650 000 signatures en faveur du fédéralisme.